# La Creu del Fossar
La Creu del Fossar és una creu de terme de Rupit i Pruit (Osona) inclosa a l'Inventari del Patrimoni Arquitectònic de Catalunya.

## Descripció
Creu grega situada a l'extrem nord-oest de l'antic fossar de la parròquia de Rupit, situada damunt el mur que tanca el recinte. Assentada damunt un basament amb motllures damunt el qual s'erigeix un tronc de forma octogonal acabat en dau. La creu té els quatre braços de les mateixes dimensions, tres dels quals estan acabats en decoracions florals. Al centre hi ha Jesús clavat a la Creu, vestit amb el perizoni. Els trets del rostre reflecteixen un cert primitivisme de formes, mentre el cos és més realista. A la part posterior hi ha una corona. Les quatre cares del dau duen inscripcions: cara nord, 1641; a l'est, una creu, l'oest, el nom de Jesús; al sud, Sant Miquel Goriole.

## Història
Aquesta creu, construïda al segle XVII, fou restaurada després de la darrera guerra civil, fet que es pot constatar per la qualitat de la pedra. La seva història va lligada a la del fossar i la parròquia de Rupit, per bé que la data constructiva del fossar, segons indica el portal, és d'un segle posterior (és possible que la creu hi fou traslladada o bé el fossar s'erigí anteriorment a l'any que indica susdit portal). L'església parroquial de Rupit s'erigí en filial de la de Sant Andreu de Fàbregues.